# ビキ・エルムズキンラン
ビキ・エルムズキンラン（Vicky Elmes Kinlan、2003年2月21日 - ）は、アイルランドの女子ラグビー選手。

## プロフィール
- アイルランド・ラシュー出身[1]。
- ポジションはフルバック(FB)。
- 身長 170cm、体重 72kg

## 略歴
2024年、パリ五輪の7人制女子アイルランド代表に選ばれた。